# Joško Jeličić
Joško Jeličić (Solin, 5 de enero de 1971) es un exfutbolista croata que jugaba de centrocampista. Fue  un componente de la selección de fútbol de Croacia.
Jugó en los clubes más laureados de Croacia, como son el Hajduk Split y el Dinamo Zagreb. También jugó durante una temporada en la Primera División de España, la 1996-97, con el Sevilla FC.

## Carrera internacional
Jeličić fue internacional con la selección de fútbol de Croacia entre 1992 y 1993, disputando dos encuentros con el combinado croata.

## Clubes
| Club            | País          | Año         |
| --------------- | ------------- | ----------- |
| Hajduk Split    | Croacia       | 1987 - 1993 |
| Croatia Zagreb  | Croacia       | 1993 - 1995 |
| Sevilla F. C.   | España        | 1996 - 1997 |
| Dinamo Zagreb   | Croacia       | 1997 - 2001 |
| Pohang Steelers | Corea del Sur | 2002        |
| NK Zagreb       | Croacia       | 2002 - 2003 |

## Palmarés

### Títulos nacionales
| Título                  | Club          | País       | Año  |
| ----------------------- | ------------- | ---------- | ---- |
| Copa de Yugoslavia      | Hajduk Split  | Yugoslavia | 1991 |
| Primera Liga de Croacia | Hajduk Split  | Croacia    | 1992 |
| Copa de Croacia         | Hajduk Split  | Croacia    | 1993 |
| Primera Liga de Croacia | Dinamo Zagreb | Croacia    | 1993 |
| Copa de Croacia         | Dinamo Zagreb | Croacia    | 1994 |
| Primera Liga de Croacia | Dinamo Zagreb | Croacia    | 1998 |
| Copa de Croacia         | Dinamo Zagreb | Croacia    | 1998 |
| Primera Liga de Croacia | Dinamo Zagreb | Croacia    | 1999 |
| Primera Liga de Croacia | Dinamo Zagreb | Croacia    | 2000 |
| Copa de Croacia         | Dinamo Zagreb | Croacia    | 2001 |